# Украинский поход греческой армии
Термином Украинский поход (греч.  Εκστρατεία της Ουκρανίας) или Поход в южную Россию (греч.  Εκστρατεία στη μεσημβρινή Ρωσία), или иногда ограниченно и ошибочно Крымский поход (греч.  Εκστρατεία της Κριμαίας) в греческой историографии именуется участие греческого экспедиционного корпуса в интервенции на юге Советской Украины, предпринятой Антантой в период 1918—1919.

## Предыстория
27 октября 1918 года премьер-министр Франции Жорж Клемансо информировал командующего Македонским фронтом французского генерала Франше д’Эспере  о намерениях Антанты произвести интервенцию на юге России, с основной целью, согласно его заявления: «Продолжить там борьбу против Центральных держав, но и осуществить экономическую блокаду большевизма, чтобы вызвать его падение».
Генерал д’Эспере, несколько сдержанно, высказал отличное от премьер-министра мнение, указывая на ограниченное количество войск, которыми он располагал для такой операции, с другой стороны — на усталость своей армии после 4 лет войны, предупреждая об опасности печальных последствий.
Таким образом, в то время как через 3 дня, 31 октября было подписано Мудросское перемирие, а 11 ноября — Компьенское перемирие, которое по сути означало завершение Первой мировой войны, через месяц, 18 декабря, в Одессе высадилась 156-я французская дивизия.
Жорж Клемансо обратился к премьер-министру союзной Греции с просьбой оказать поддержку в этой экспедиции. Греческий премьер Элефтериос Венизелос ответил положительно, предложив целый корпус немногочисленной греческой армии, в составе 3-х дивизий, то есть силы, превышающие французские. Предложение Венизелоса было сделано в обмен на поддержку греческих территориальных претензий в Восточной Фракии и Малой Азии на территории, сохранявшие своё коренное греческое население:266:362. После такой щедрости греческого премьера правительство Клемансо приняло этот жест с благодарностью, предоставив «обещания» о поддержке греческих территориальных претензий.
Венизелос также предоставил для экспедиции 12 кораблей греческого военного флота.
Несколько позже Венизелос отправил в Грузию полковника Полемархакиса и писателя Никоса Казандзакиса с задачей «вызволить местное греческое население из-под влияния большевиков»:362.

## Силы союзников
Военные силы союзников, принявшие участие в экспедиции, включали в себя:
1. две французские дивизии: 156-ю и 30-ю (последняя прибыла в Одессу из Румынии);
2. 4-ю польскую дивизию, которая уже находилась в Одессе;
3. 1-й армейский корпус ВС Греции в составе трёх дивизий, направленный в Россию из Восточной Македонии;
4. части Белой армии Деникина, дислоцировавшиеся в районе Одессы и в Крыму.

10 января 1919 года в Одессу прибыл французский генерал Филипп д’Ансельм, который и был назначен командующим всех союзных сил.
Следует отметить, что французские дивизии были ослаблены, поскольку за 15 дней до их отправки в Россию началась демобилизация личного состава. Как следствие, самой значительной и по сути основной силой, которой располагал генерал д’Ансельм, был греческий 1-й армейский корпус.

## Греческий экспедиционный корпус
Греческий историк Д. Фотиадис пишет, что численность двух греческих дивизий, отправленных в Россию, достигала 23 350 человек. Командовал экспедиционным корпусом генерал Константин Нидер. В рядах экспедиционного корпуса были уже известные и ставшие известными в будущем офицеры Николаос Пластирас, Георгиос Кондилис, Александрос Отонеос, Неокосмос Григориадис, Константинос Манетас:Α-168, Яковос Негрепонтис и Стефанос Сарафис:362.
Отправка греческого экспедиционного корпуса была произведена в спешке, без соответствующей организации. Так, отправка войск из порта Салоники производилась поэтапно, в основном на французских транспортах и без тяжёлого вооружения, доставленного позднее. Экспедиционный корпус не имел централизованного греческого командования. По прибытии греческих частей они переходили под командование местных французских командиров и рассеивались на более мелкие соединения, батальоны и роты без связи между собой. Однако и у французов не было какого-либо конкретного плана операций.
Утром 20 января 1919 года в Одессе высадились первые части ΙΙ греческой дивизии — 34-й и 7-й пехотные полки. 2-й полк ΧΙΙΙ греческой дивизии высадился 24 марта в Севастополе. Через несколько дней высадились и остальные части. Однако из трёх запланированных для участия в экспедиции дивизий в конечном итоге в походе приняли участие только две, ΙΙ и ΧΙΙΙ дивизии.
Ι дивизия «не доехала» до России. Через несколько месяцев Греция была вовлечена Антантой в более масштабный малоазийский поход, переросший в полномасштабную войну. Ι дивизия стала первым соединением, высадившимся 15 мая 1919 года в Смирне:А-178.

## Театр операций
Первоначальным местом высадки войск была Одесса, а затем Севастополь. После прибытия 156-й французской дивизии и первых греческих частей, предоставленных под командование генерала Бориуса (комдива 156-й дивизии) было создано 3 фронта: 
- фронт Березовки (в 70-110 км севернее Одессы),
- фронт Николаева (в 100 км северо-восточнее Одессы)
- фронт Херсона (в 40 км восточнее фронта Николаева), с которого и начались операции.

## Фронт Херсона
В район Херсона был переброшен 1-й батальон 34 греческого полка под командованием майора Константина Влахоса, насчитывавший 23 офицера и 853 рядовых, и одна французская рота, насчитывавшая 145 человек с 2 орудиями 65-мм. Греческий батальон и французская рота находились под общим командованием французского майора Зансона. Собственно фронт Херсона представлял собой авангард, опиравшийся на линию вокруг железнодорожной станции, которую защищала рота греческого батальона, и основную линию обороны, опиравшуюся на крепость города, которую защищали все остальные силы.
Узнав о появлении греческих войск в Херсоне, командир советской 1-й Заднепровской бригады атаман Григорьев распространил листовку:
«Эллины, офицеры и солдаты.
Мне неизвестна какая-либо вражеская акция со стороны русского народа против вашей страны. Но я знаю, что Эллада является колыбелью демократии. В Афинах, в эпоху славной греческой древности, философы, ораторы и поэты воспевали демократию. Русский народ учился демократическим идеям Древней Греции, восстал против своих тиранов и не только сверг деспотический монархический режим царя, но создал новое государство, основанное не только на политике, но и общественном и экономическом равенстве. Мы сожалеем, что видим вас на стороне французских капиталистов и империалистов. Сожалеем, что вы забыли демократические традиции своей страны. Сожалеем, что вы прибыли в нашу страну, как союзники царизма.
Мы призываем вас не предавать свои традиции и предупреждаем, что если вы будете воевать против нас, ваше наказание будет суровым.
Атаман Григорьев»:А-168.
1 марта Григорьев предъявил грекам ультиматум с требованием сложить оружие и покинуть регион до 17:00 следующего дня.
Христос Караяннис в своей «Истории одного солдата, 1918—1922» приводит детали телефонного разговора атамана Григорьева с лейтенантом Илиасом Матиосом, защищавшим железнодорожную станцию. Атаман Григорьев вкратце повторил содержание своей листовки, добавив, что «если мы оккупировали ваши земли и не знаем того, мы вернём их, если мы должны вам рубли, мы вернём их вам, и не забывайте, что русские также пролили кровь за вашу Свободу. Советую вам уйти. Оставьте нас позаботиться о ваших союзниках». Атаман напомнил, что под его началом 10 тысяч бойцов, и на ответ Матиоса, что он не уйдёт, спросил, что лейтенант может сделать своими малыми силами. Матиос гордо ответил, что, «раз Вы, атаман, знакомы с греческой историей, я напоминаю Вам, что спартанцев Леонида было только триста. Приди и возьми». Атаман Григорьев завершил разговор фразой «жаль».
На следующий день, 2 марта, в два часа дня артиллерия Григорьева начала обстрел города и побережья, после чего последовала атака пехотных частей. Эта атака была отражена всеми силами фронта, греческими и французскими, которые сохранили свои позиции. При этом, кроме 2 французских орудий, артиллерийская поддержка была оказана также французской канонеркой «Плутон».
В последующие 4 дня (3-6 марта) части Красной Армии продолжили обстрел, задействовав бронепоезда. 7 марта, после упорных боёв, многочисленные пехотные соединения Красной Армии заняли восточную часть города, телеграф и кладбище. На следующий день было оказано давление на западную часть города и положение обороняющихся стало ухудшаться. 9 марта была предпринята генеральная атака пехотных частей Красной Армии, с использованием бронепоездов, в результате которой была занята железнодорожная станция, после чего греческие силы, обстреливаемые также населением, собрались к крепости, а французские силы на побережье. Положение для обороняющихся становилось критическим. В полдень подошли 2 греческих батальона из 1-го пехотного полка, под командованием полковника П. Гаргалидиса. Гаргалидису удалось вызволить окружённый греческий батальон, но последовавшие уличные бои, в которых на стороне Красной Армии приняли участие и жители города, стреляя из окон, вынудили союзников к общему отступлению. 
Утром 10 марта греческие и французские части оставили город и были перевезены морем в Одессу. Посадка войск на суда и их отход были произведены при поддержке эскадры французских кораблей. Греческие потери на этом фронте составили 12 офицеров и 245 рядовых. Рота Матиоса потеряла 117 человек убитыми, а также 140 человек ранеными и одного пропавшим без вести. В греческих источниках, как правило, нет негативных оценок действий атамана Григорьева и информации о «расстрелянных им сотнях (!)» греческих пленных, «сдавшихся на милость Григорьева», «тела которых Григорьев отправил на пароходе в Одессу». Цифры, приводимые в подобных описаниях в сегодняшних русскоязычных медиа, не подтверждаются историографами греческого генштаба о числе греческих солдат, принявших участие в бою, не говоря уже о потерях и всяких красочных эпизодах с «кавалерией на мулах». Правда, некоторые источники упоминают, что греческие потери за 2 месяца боёв достигли 398 убитых и 657 раненых, и объясняют это соотношение 1:1,7, вместо обычного 1:3 или 1:4, именно резнёй или расстрелом пленных и раненых.

## Фронт Николаева
Фронт Николаева поддерживался 7-м пехотным полком греческого экспедиционного корпуса, под командованием французского полковника Леге. Один из батальонов этого полка был выдвинут на 2 км восточнее Николаева. Отступление и оставление Херсона, и непрерывно прибывающие силы Красной Армии, вынудили верховное командование экспедиции дать приказ оставить фронт Николаева. Эвакуация началась в 06.00 14 марта 1919 года и силы были переброшены к Одессе, оставив бо́льшую часть своего снаряжения. В полдень того же дня в город вошли силы атамана Григорьева.

## Фронт Березовки
Фронт Березовки был самым значительным в ходе экспедиции, до вынужденной эвакуации Одессы союзниками. В действительности этот фронт представлял собой слабую оборонительную линию, образовавшуюся с 20 февраля 1919, когда один батальон 34-го греческого полка был послан к Веселиново (120 км северо-восточнее Одессы), вместе с французскими частями зуавов.
Военные столкновения с Красной Армией начались 7 марта, когда пехота красноармейцев, поддержанная артиллерией, атаковала левый фланг обороны союзников. Атака красноармейцев была отбита сравнительно легко. 11 марта все союзные силы после приказа, полученного из Одессы, были переведены в район Березовки, где вышеозначенный греческий батальон выставил свои авангарды в направлении Веселиново и восточнее железной дороги, в то время как зуавы расположились западнее железнодорожной линии.
17 марта атака Красной Армии против Березовки была успешно отражена греческими авангардами. 18 марта, когда планировался отход и передислокация союзных сил, части Красной Армии произвели новое мощное наступление, при поддержке бронепоездов. Бой при Березовке продолжался целый день. После беспорядочного отступления, сначала французских частей, которые бросили своих раненых, к вечеру началось спешное отступление и греческих частей, а также двух эскадронов русских добровольцев к Сербке. Греческие потери на фронте Березовки составили 9 офицеров и 135 рядовых.

### Перегруппировка сил
С 19 марта греческие части сформировали новый фронт прикрытия Одессы в районе Сербки. Этот фронт стал усиливаться прибытием французских и русских частей. 26 марта фронт продвинулся на правом фланге до Капитанской, усиленный бригадой Белой армии, русской батареей тяжёлой артиллерии 120-мм и приданными двумя батальонами 5/42 гвардейского батальона эвзонов. Дополнительно этим силам были приданы французский артиллерийский эскадрон 75-мм и 2 кавалерийских эскадрона (один французский и один румынский). Общее командование фронтом принял генерал Нерел, командир 30-й французской дивизии.
Непрекращающиеся артобстрелы бронепоездов вынудили левый фланг обороняющихся отойти к Большому Буялыку. Эти позиции заняли красноармейцы. Командир 3-го греческого полка, подполковник Кондилис, предпринял контратаку и вновь занял все позиции, оставленные у станции Сербка. Красная Армия, наращивая свои силы, предприняла попытку окружения обороняющихся.

### Расположение сил на 1 апреля
На 1 апреля экспедиционные силы и их союзники были расположены следующим образом:
 — 2 греческих батальона 5/42 гвардейского полка эвзонов (полковник Пластирас) севернее железнодорожной станции Буялык.
 — 1-й греческий батальон 3-го полка на высотах восточнее села Буялык.
 — 2-й греческий батальон 3-го полка, в резерве, на станции Буялык.
 — 3-й греческий батальон 3-го полка, в резерве на станции Риендза.
 — Подразделение греческой горной артиллерии, с приданной ему французской батареей, за расположением двух батальонов эвзонов.
 — 1 греческий батальон 34-го полка, в Кремидовке, в распоряжении генерала Нерела, обеспечивая его штаб.
 — 3-й греческий батальон 5/42 гвардейского полка эвзонов, в районе Павлинки, как прикрытие и резерв.
 — Русская бригада с остальными французскими силами на линии Капитанка-Александровская, восточнее Буялыка.

### Отступление
2 апреля 1919 Красная армия предприняла мощное наступление на оборонную линию Капитанская-Александровская, вынудив к отступлению расположенную там бригаду Белой армии. Одновременно части Красной армии при поддержке броневиков предприняли наступление на позиции греческих частей. Это наступление было отбито. Однако после отступления русской бригады и вырисовывавшейся вероятности окружения генерал Нерел приказал всеобщее отступление с отходом на линию Кубанка-Малый Буялык. При отступлении греческий батальон, располагавшийся в Павлинке, был окружён, но сумел прорваться с боем. Русские части Белой армии заняли позиции у Кремидово и Григорьевки на побережье. 5 апреля Красная армия предприняла новое генеральное наступление, которое с успехом отразил 3-й пехотный полк полковника Кондилиса. Напротив, части Белой армии стали беспорядочно отступать к Одессе, теряя контакт с союзниками. Это повлекло за собой отступление и других частей, что вынудило генерала Нерела дать вновь приказ о всеобщем отступлении, с тем чтобы закрепиться на последнем перед Одессой плацдарме обороны, который подготовил 7-й греческий пехотный полк после своей переброски с фронта Николаева.

## Одесская эвакуация
В конечном итоге отступление не было прервано, и на последнем плацдарме оборона не состоялась.
Был отдан приказ приступить к эвакуации из Одессы. А. В. Мишина связывает оставление Одессы не столько с военными успехами атамана Григорьева, сколько с падением кабинета Клемансо 3 апреля и отказом французской Палаты депутатов продолжать финансирование интервенции. В создавшейся обстановке генерал Нерел дал приказ всем силам, находившимся под его командованием, отойти на правый берег Днестра, между Бендерами и Аккерманом, чтобы обеспечить оборону Бессарабии вместе с румынскими и польскими силами. Красная армия прекратила своё наступление на Днестре.

## Действия в Крыму
В этот же период 2-й полк ΧΙΙΙ греческой дивизии, который высадился с 24 марта 1919 года в Севастополе, поддерживал под командованием русского генерала силы Белой армии (4-я и 5-я дивизии), принимая участие в обороне Перекопского перешейка. Около 2.000 французов поддерживали порядок в различных городах Крыма. Обороняющие перешеек части отошли по причине недостатка располагаемых сил и низкого морального духа русских соединений. Несмотря на это, греческий полк дал ожесточённые бои, в особенности в Ишуне (25 км южнее Перекопа) и в Эскикёе-Таме (50 км южнее Перекопа). В конечном итоге, греческий полк, вместе с располагаемыми французскими силами, отошёл к Севастополю, где и организовал оборону города. Русские части Белой Армии отошли к Феодосии. 15 апреля 1919 началась атака Красной армии на Севастополь. Оборона союзников была поддержана огнём французских и российских кораблей, а также греческих линкора «Килкис» и эсминца «Пантир». Атака была отражена, но 17 апреля 1919 года было заключено перемирие продолжительностью 10 дней. В этот период было принято решение произвести эвакуацию из Крыма и вывезти всё союзное имущество в Константинополь.

## Франко-греческий конфликт
19 апреля, ещё до принятия решения о оставлении Крыма, моряки с пяти французских военных кораблей соединились в Севастополе с демонстрантами и под красными знамёнами шли по улицам города. Проходя перед казармами 10-й роты греческого полка, французские моряки сначала призывали греческих солдат соединиться с ними, а затем стали их материть. Командир роты обратился к начальнику гарнизона, французу де Вилпену, с просьбой навести порядок, но тот предпочёл не использовать свою военную полицию и дал приказ командиру греческой роты навести порядок самому и при необходимости применить оружие.
Греческая рота стала разгонять демонстрантов, стреляя в воздух, но после того как сама подверглась обстрелу демонстрантами, солдаты, по приказу, ответили на огонь. Демонстрация была разогнана, среди демонстрантов были убитые и раненые, три француза были ранены.
Однако ранение французских моряков вызвало брожение на французских кораблях, экипажи которых собрались начать обстрел греческих кораблей и позиций.
Межсоюзническая стычка не состоялась, после того как прибывшие в предыдущий день 3 британских эсминца встали между французскими и греческими кораблями, а на следующий день срочно прибыли 4 британских дредноута.
Прибывший с ними английский вице-адмирал С. Калторп телеграфировал греческому правительству: «Греческие солдаты и моряки могут сегодня гордиться тем, что они греки».

## Конец экспедиции
Через неделю после франко-греческого эпизода началась эвакуация Крыма.
28 апреля 1919 года, через день после завершения перемирия, греческий полк вместе с другими силами Антанты был переправлен морем в румынский порт Констанца.
2-й полк ΧΙΙΙ дивизии, вместе с полками перешедшими в Бессарабию, через несколько недель был переброшен в Малую Азию, где начинался малоазийский поход греческой армии.

## Последствия
Греческие историки, независимо от своей политической ориентации, в целом негативно оценивают решение Венизелоса принять участие в интервенции против Советской России.
К. Авгитидис в своей книге «Интервенция капиталистических стран в Россию и Греция» пишет, что греческие солдаты и офицеры на месте убедились в том, что они принимали участие в империалистической интервенции.
Греческие солдаты, принявшие участие в походе, поверглись также влиянию коммунистической идеологии.
Кроме своего безрезультатного исхода, участие греческой армии в интервенции против Советской России имело негативные последствия для эллинизма юга России, в частности для «Греческой Одессы».
В «Энциклопедии греческой нации» по этому поводу пишется:
«Этот поход дорого обошёлся греческим общинам юга России, которые стали рассматриваться новым советским режимом общинами сомнительной благонадёжности и многие члены которых были вынуждены покинуть страну и искать убежище в Греции»:А-168.
Поход также имел значительно более далеко идущие геополитические последствия. Исходя из идеологических соображений, но также из политики, направленной против Антанты, советское правительство стало оказывать поддержку развивающемуся кемалистскому движению, прерывая многовековую традицию русско-греческого сотрудничества и братства по оружию, направленных против осман.
При этом советское руководство отдавало себе отчёт в характере кемалистского движения и попыталось весной 1922 года помочь Греции найти выход из создавшегося тупика в Малой Азии и спасти греческое население Ионии, создав автономию на эгейском побережье. В обмен советская дипломатия просила признание Грецией Советской России, даже «де-факто».
Но посланный для этой цели к тогдашнему монархистскому греческому правительству генеральный секретарь компартии (Социалистической рабочей партии) Греции, Яннис Кордатос, получил отказ:А-199.
С другой стороны, обещанная Венизелосу перед Украинским походом поддержка Франции потеряла своё значение, как только Венизелос проиграл выборы в 1920 году. Более того, после этого Франция примкнула к Италии и стала открыто поддерживать кемалистское движение, что вместе с советской поддержкой стало основными геополитическими факторами, приведшими к поражению Греции в Малой Азии и геноциду и исходу её коренного греческого населения:А-198.